# Šílo

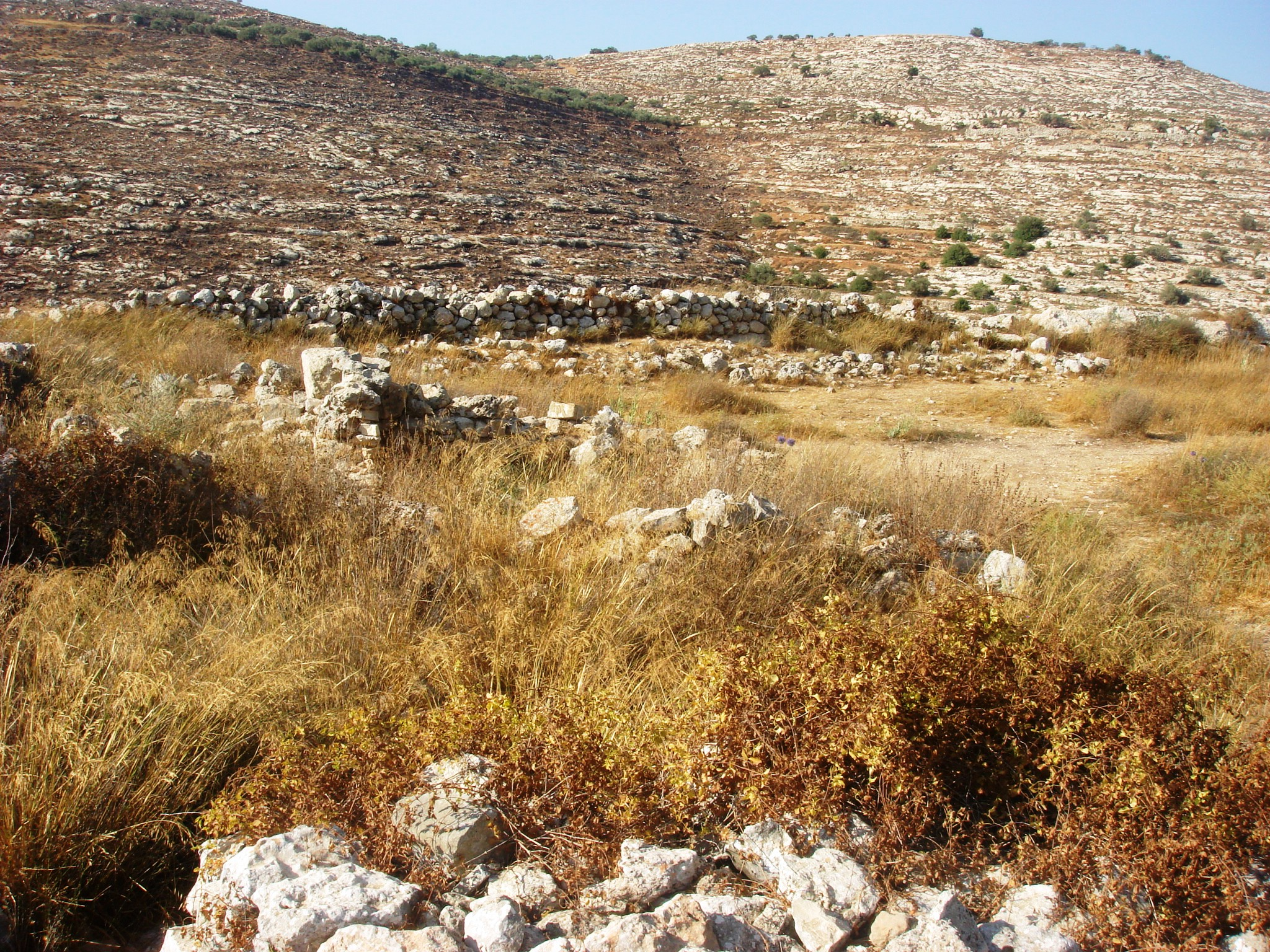
Tel Šílo

Šílo (hebrejsky שלה , שלו , שילו) je město zmiňované v bibli.
Nachází se na dávné cestě z Beer Ševy k pohoří Gilboa (tzv. cesta praotců, דרך אבות), u údolí Šíla, které je geografickou hranicí mezi Judskem a Samařím. Tel Šílo se nachází ve výšce 741 m n. m. a jeho velikost je 30 dunamů. Východně od něj je několik pramenů a severně se od něj nacházel Bét-el.

## Určení místa
Konkretizace jeho umístění je popsána v Sd 21, 19 (Kral, ČEP). Je zmíněno i ve středověkých cestopisech. Na místě byla archeology objevena mozaika byzantského kostela z 5. století, na níž je řecký nápis: „… slituj se nad obyvateli Šíla.“ Také arabské jméno místa Chirbet Selun je odvozené od původního jména.

## Biblická doba
Kniha Jozue popisuje, jak se Izraelité po přejití Jordánu usadili nejprve v Gilgalu. Po několika letech se stalo jejich centrem Šílo. Jozue tu rozlosoval údělná území sedmi kmenů (Joz 18 (Kral, ČEP)). Jozue tu dále nechal postavit miškan (stan setkávání), který Izraelité nosili během putování pouští. Podle Mišny měl miškan v Šílu kamenné zdi, ale byl zastřešen jako stan setkávání. Podle židovské tradice stál miškan v Šílu 369 let. Kněz Élí z něj udělal duchovní centrum Izraele, když prosadil, aby se obětovalo jen zde. V Šílu se modlí Chana za své otěhotnění (1S 1 (Kral, ČEP)), což je vyslyšeno a stává se matkou proroka Šmuela. V miškanu byla umístěna archa úmluvy, dokud nepadla do rukou Pelištejců v bitvě u Even Ezer u Afeku.
Šílo bylo zničeno nájezdem Pelištejců, což je zmíněno nepřímo (Jr 7, 12 (Kral, ČEP)).
Po tomto zničení bylo město obnoveno. Působil tu například prorok Achijáš (Achija ha-Šiloni) (1Kr 14, 2 (Kral, ČEP)). Archeologové dále objevili u Šíla pohřební jeskyně z doby druhého Chrámu, čímž dokládají kontinuitu osídlení.

## Byzantská doba
Archeologové tu vykopali zbytky čtyř kostelů (nejstarší ze 4. a nejmladší ze 7. století). Roku 2006 bylo odkryto množství mozaik těchto kostelů, i s řeckými nápisy.

## Pozdější doba
V muslimském období byla postavena na zbytku jednoho kostela mešita. V roce 1978 byl obnoven židovský život založením osady Šilo.

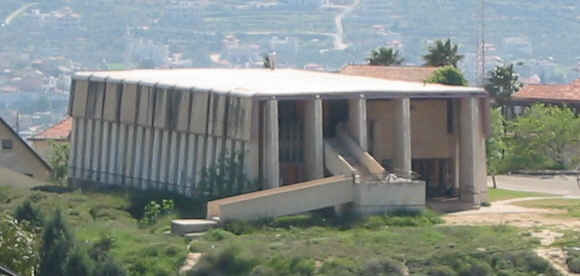
Nedaleká synagoga Miškan Šilo je částečnou replikou svatostánku, v němž stála archa úmluvy

## Archeologické vykopávky
V letech 1926–1932 zde proběhl výzkum kodaňské univerzity, kdy byly vykopány základy byzantského kostela z 5. století.
V letech 1981–1984 zde působila expedice telavivské univerzity pod vedením Jisraela Finkelsteina. Byla odkryta hradba a skladiště z kenaánské doby, známky zboření města v době soudců (11. století př. n. l.), zbytky budov z 10.–6. století.
V posledních letech byly archeologické práce obnoveny. Byly odkryty mozaiky byzantských kostelů. Po jejich fixaci bude výzkum pokračovat, aby mohlo být konečně určeno přesné místo miškanu, o kterém jsou v současnosti tři možné teorie.